# Sendeanlage Braunschweig-Heizkraftwerk
Die Sendeanlage Braunschweig-Heizkraftwerk umfasst mehrere Einrichtungen für die Ausstrahlung des öffentlichen Rundfunks auf dem Schornstein des Braunschweiger Heizkraftwerks Mitte.

## Digitales Fernsehen (DVB-T2)
Der DVB-T2 Regelbetrieb startete am 29. März 2017. Die DVB-T2-Ausstrahlungen in HEVC erfolgen im Gleichwellenbetrieb (Single Frequency Network) mit anderen Standorten. Die öffentlich-rechtlichen Sender sind frei empfangbar, die Privatsender werden, größtenteils verschlüsselt, über die DVB-T2 Plattform Freenet TV ausgestrahlt. Optional lassen sich zusätzliche im NDR-Angebot und bei Freenet TV connect als Verknüpfung enthaltene Programme über eine Internetverbindung wiedergeben, falls das Empfangsgerät HbbTV (ab Version 1.5) unterstützt (NDR via IP: ARD alpha HD, rbb Brandenburg HD, SR Fernsehen HD, SWR BW HD, …).
| Kanal | Frequenz (MHz) | Multiplex                                   | Programme im Multiplex | ERP (kW) | Antennen- diagramm rund (ND)/ gerichtet (D) | Polarisation horizontal (H)/ vertikal (V) | SFN mit |
| ----- | -------------- | ------------------------------------------- | --- | -------- | ------------------------------------------- | ----------------------------------------- | --- |
| 21    | 474            | Freenet TV Mux 2                            | - ProSieben HD - Sat.1 HD (NDS+HB mit 17:30 Sat.1) - Kabel Eins HD - ProSieben Maxx HD - Sat.1 Gold HD - Sixx HD - Sport1 HD | 10       | ND                                          | V                                         | Braunschweig-Broitzem, Braunschweig-Innenstadt, Hannover (Telemax) |
| 23    | 490            | ARD Digital (NDR)                           | - Das Erste HD - Phoenix HD - Arte HD - Tagesschau24 HD - One HD Radio: - NDR Blue - NDR Info Spezial - NDR Kultur - NDR Schlager | 8        | ND                                          | V                                         | Alfeld (Reuberg), Braunlage (Hütteberg), Braunschweig-Broitzem, Braunschweig-Innenstadt, Göttingen (Espol-Solling), Göttingen-Hetjershausen, Hannover (Telemax), Hannover-Hemmingen, Hildesheim (Sibbesse), Torfhaus (Harz-West) |
| 36    | 594            | Gemischter Multiplex von ZDF und Freenet TV | - ZDF HD - 3sat HD - KiKa HD - ZDFneo HD - ZDFinfo HD - Freenet TV connect (HbbTV-Dienst mit mehreren Streams, HbbTV v1.5 erforderlich) | 5        | ND                                          | V                                         | Braunschweig-Broitzem, Braunschweig-Innenstadt, Hannover (Telemax), Hannover-Hemmingen, Hildesheim (Sibbesse), Wolfsburg |
| 40    | 626            | ARD regional (NDR) Niedersachsen            | - NDR Fernsehen HD (Niedersachsen) - WDR Fernsehen (Köln) HD - HR-Fernsehen HD / NDR FS HD (HH)(zeitw.) - MDR Fernsehen (Sachsen-Anhalt) HD / NDR FS HD (MV)(zeitw.) - BR Fernsehen Süd HD / NDR FS HD (SH)(zeitw.) Radio: - N-Joy - NDR 1 NDS HAN - NDR 2 - NDR Info | 8        | ND                                          | V                                         | Alfeld (Reuberg), Braunlage (Hütteberg), Braunschweig-Broitzem, Braunschweig-Innenstadt, Göttingen (Espol-Solling), Göttingen-Hetjershausen, Hannover (Telemax), Hannover-Hemmingen, Hildesheim (Sibbesse), Torfhaus (Harz-West) |
| 44    | 658            | Freenet TV Mux 1                            | - RTL HD (NDS+HB mit RTL Nord) - RTL Zwei HD - Super RTL HD - Vox HD - n-tv HD - Nitro HD - Tele 5 HD | 10       | ND                                          | V                                         | Braunschweig-Broitzem, Braunschweig-Innenstadt, Hannover (Telemax) |
| 47    | 682            | Freenet TV Mux 3                            | - Welt HD - DMAX HD - Eurosport 1 HD - Disney Channel HD - Nickelodeon HD / CC +1 HD - Comedy Central HD - Bibel TV (FTA) - QVC (FTA) - QVC Zwei (FTA) - HSE (FTA) - 123tv (FTA)                                                                                      | 10       | ND                                          | V                                         | Braunschweig-Broitzem, Braunschweig-Innenstadt, Hannover (Telemax) |

 Sendeparameter 
| Verwendet von (HD-Programme pro Mux)   | Modulations- verfahren | Coderate | FFT-Modus    | Guard- intervall | Pilottöne       | Datenrate [Mbit/s] |
| -------------------------------------- | ---------------------- | -------- | ------------ | ---------------- | --------------- | ------------------ |
| Freenet TV (5–7)                       | 64-QAM                 | 2/3      | 32k extended | 1/16             | Pilot Pattern 4 | 27,6               |
| ZDF (5)                                | 64-QAM                 | 3/5      | 16k extended | 19/128           | Pilot Pattern 2 | 22,0               |
| ARD Digital (NDR) (5) NDR regional (5) | 64-QAM                 | 1/2      | 16k extended | 19/128           | Pilot Pattern 2 | 18,2               |

Bis zum 30. Juni 2017 war folgender DVB-T-Nachlauf zu empfangen:
| Kanal | Frequenz (MHz) | Multiplex       | Programme im Multiplex                                                                     | ERP (kW) | Antennen- diagramm rund (ND)/ gerichtet (D) | Polarisation horizontal (H)/ vertikal (V) | Fernsehnorm DVB-T/DVB-T2 | Modulations- verfahren | Video- kompression | FEC | Guard- intervall | Bitrate [MBit/s] | SFN mit |
| ----- | -------------- | --------------- | ------------------------------------------------------------------------------------------ | -------- | ------------------------------------------- | ----------------------------------------- | ------------------------ | ---------------------- | ------------------ | --- | ---------------- | ---------------- | --- |
| 56    | 754            | NDR (DVB-T alt) | - Das Erste - ZDF - NDR Fernsehen (Niedersachsen) - NDR Fernsehen (Mecklenburg-Vorpommern) | 20       | ND                                          | V                                         | DVB-T                    | 16-QAM                 | MPEG-2             | 2/3 | 1/4              | 13,27            | Braunschweig-Broitzem, Braunschweig-Innenstadt, Hannover (Telemax), Hannover-Hemmingen, Hildesheim (Sibbesse) |

## Digitales Fernsehen (DVB-T)
Bis zum 28. März 2017 war nachfolgendes Angebot via DVB-T zu empfangen. Die DVB-T-Ausstrahlungen liefen im Gleichwellenbetrieb (Single Frequency Network) mit anderen Standorten.
| Kanal | Frequenz (in MHz) | Multiplex                    | Programme im Multiplex                                                                                 | ERP (in kW) | Antennendiagramm rund (ND)/ gerichtet (D) | Polarisation horizontal (H)/ vertikal (V) | Modulations- verfahren | FEC | Guard- intervall | Bitrate [MBit/s] | SFN mit |
| ----- | ----------------- | ---------------------------- | --- | ----------- | ----------------------------------------- | ----------------------------------------- | ---------------------- | --- | ---------------- | ---------------- | --- |
| 23    | 490               | ZDFmobil                     | - ZDF - 3sat - ZDFinfo - KiKA (06–21 Uhr) / ZDFneo (21–06 Uhr)                                         | 5           | ND                                        | V                                         | 16-QAM                 | 2/3 | 1/4              | 13,27            | Braunschweig-Innenstadt, Hannover-Hemmingen, Wildemann, Braunschweig-Broitzem, Hildesheim (Sibbesse), Hannover (Telemax), Stadthagen |
| 24    | 498               | RTL-NDS+HB                   | - RTL Television - RTL II - Super RTL - Vox                                                            | 5           | ND                                        | V                                         | 16-QAM                 | 2/3 | 1/4              | 13,27            | Braunschweig-Innenstadt, Hannover-Hemmingen, Braunschweig-Broitzem, Hannover (Telemax)                                               |
| 36    | 594               | ARD regional (NDR-Bouquet 2) | - NDR Fernsehen (Niedersachsen) - WDR Fernsehen (Köln) - MDR Fernsehen (Sachsen-Anhalt) - HR-Fernsehen | 8           | ND                                        | V                                         | 16-QAM                 | 2/3 | 1/4              | 13,27            | Braunschweig-Innenstadt, Hannover-Hemmingen, Wildemann, Braunschweig-Broitzem, Hildesheim (Sibbesse), Hannover (Telemax), Stadthagen |
| 44    | 658               | Pro7Sat1-NDS+HB              | - Sat.1 - ProSieben - Kabel Eins - N24                                                                 | 5           | ND                                        | V                                         | 16-QAM                 | 2/3 | 1/4              | 13,27            | Braunschweig-Innenstadt, Hannover-Hemmingen, Braunschweig-Broitzem, Hannover (Telemax)                                               |
| 47    | 682               | ARD Digital (NDR-Bouquet 1)  | - Das Erste - Arte - Phoenix - Tagesschau24                                                            | 10          | ND                                        | V                                         | 16-QAM                 | 2/3 | 1/4              | 13,27            | Braunschweig-Innenstadt, Hannover-Hemmingen, Wildemann, Braunschweig-Broitzem, Hildesheim (Sibbesse), Hannover (Telemax), Stadthagen |
| 56    | 754               | NDS Mux 2                    | - Bibel TV - QVC - HSE24 - Multithek (HbbTV-Dienst mit mehreren Streams)                               | 5           | ND                                        | V                                         | 16-QAM                 | 2/3 | 1/4              | 13,27            | Braunschweig-Innenstadt, Hannover-Hemmingen, Braunschweig-Broitzem, Hannover (Telemax)                                               |
| 60    | 786               | NDS Mux 1                    | - Tele 5 - Nickelodeon - Eurosport - Disney Channel                                                    | 5           | ND                                        | V                                         | 16-QAM                 | 2/3 | 1/4              | 13,27            | Braunschweig-Innenstadt, Braunschweig-Broitzem Achtung: Hannover (Telemax), Hannover-Hemmingen abweichend auf K28                    |